# Elefantfisk
Elefantfisk (Gnathonemus petersii) är en fiskart som först beskrevs av Günther 1862.  Elefantfisk ingår i släktet Gnathonemus och familjen Mormyridae. Inga underarter finns listade i Catalogue of Life.
Arten förekommer med flera från varandra skilda populationer i Kongobäckenet och i angränsande områden från södra Nigeria till Sydsudan samt söderut till Angola och norra Zambia. Individerna vistas vanligen nära vattendragens botten.
Elefantfisken har ett elektriskt organ som den troligtvis använder för att hejda artfränder. Kanske hittas även födan med hjälp av organet. Fisken har maskar och vattenlevande insekter som föda. Djuret har väl utvecklad hörsel. Det kan uppfatta ljud mellan 100 och 2500 Hz.
För elefantfiskens bestånd är inga hot kända. IUCN kategoriserar arten globalt som livskraftig.